# Marcoule
Marcoule – miejscowość we Francji położona 27 km na północny zachód od Awinionu.
W 1955 roku uruchomiono tam francuski ośrodek produkcji plutonu (Centre de production de plutonium de Marcoule) zajmujący obszar o powierzchni 200 ha. Obecnie ośrodek zajmuje się także przetwarzaniem odpadów nuklearnych i produkcją paliwa jądrowego.
W zakładach znajdują trzy reaktory jądrowe: dwa typu GCR i jeden typu FBR, które są w stanie dostarczyć 100 kg plutonu rocznie oraz energii elektrycznej o mocy ok. 330 MW(e).

12 września 2011 roku nastąpił wybuch w zakładzie przetwarzania odpadów nuklearnych. W wyniku eksplozji pieca jedna osoba zginęła a cztery zostały ranne, w tym jedna ciężko. Skażenia promieniotwórczego nie stwierdzono.